# ルーカス・フェルナンデス・ダ・シウヴァ
ルーカス・フェルナンデス（Lucas Fernandes）ことルーカス・フェルナンデス・ダ・シウヴァ（ポルトガル語: Lucas Fernandes da Silva、1997年9月20日 - ）は、ブラジルのサッカー選手。ポジションはMF。

## クラブ歴
2011年、13歳の時にサンパウロFCの下部組織に加入。2016年2月15日にはU-20チームでU-20コパ・リベルタドーレスを制した。その十日後にトップチームに昇格した。
同年3月20日にカンピオナート・パウリスタでガンソに代わって途中投入され選手初出場。同年5月15日にはカンピオナート・ブラジレイロ・セリエAでも初出場を記録し、この試合は彼の得点で1-0の勝利を収める活躍を見せた。しかし6月14日に膝を負傷し全治半年と診断された。
2018年夏にポルティモネンセSCに期限付き移籍、翌年に完全移籍した。

## 代表歴
2019年にU-23代表として第47回トゥーロン国際大会に参加した。